# Marco Nuti
Marco Nuti (Pontedera, 2 ottobre 1970) è un pallavolista italiano.
Gioca nel ruolo di palleggiatore nella Volley Lupi Santa Croce.

## Carriera
La carriera di Marco Nuti inizia nella stagione 1990-91 con il Gruppo Sportivo Arno Pallavolo di Castelfranco di Sotto, in Serie B1: alla squadra toscana resta legato per sei stagioni, disputando sempre il campionato di Serie B1, eccetto nell'annata 1992-93, quando a seguito di una retrocessione, disputa quello di Serie B2, ottenendo prontamente la promozione nella categoria superiore; nella stagione 1996-97 viene ingaggiato dalla Volley Lupi Santa Croce, sempre in Serie B1, in cui milita per sei annate e con la quale fa il suo esordio nella pallavolo professionista, nella stagione 2000-01, a seguito della promozione in Serie A2.
Nella stagione 2002-03 passa all'Associazione Sportiva Pinuccio Capurso Volley Gioia, in serie cadetta, stessa categoria dove milita anche nella stagione successiva con l'API Pallavolo Verona, club con il quale vince la Coppa Italia di categoria ed ottiene la promozione in Serie A1: con la stessa squadra disputerà il massimo campionato italiano per le due stagioni seguenti.
Nell'annata 2006-07 veste la maglia della Taranto Volley, sempre in Serie A1, dove resta per due annate; nel 2007 ottiene, all'età di 36 anni, le prime ed uniche convocazioni in nazionale. Nella stagione 2008-09 viene ingaggiato dal Piemonte Volley di Cuneo, con il quale vince, nella stagione 2009-10, la Coppa CEV e lo scudetto.
Con la Pallavolo Genova disputa il campionato 2010-11 e quello 2011-12 in Serie A2, mentre nella stagione 2012-13 ritorna al club di Santa Croce sull'Arno, in Serie B1.

## Palmarès

### Club
- Campionato italiano: 1

2009-10
- Coppa Italia di Serie A2: 1

2003-04
- Coppa CEV: 1

2009-10